# Moerslag

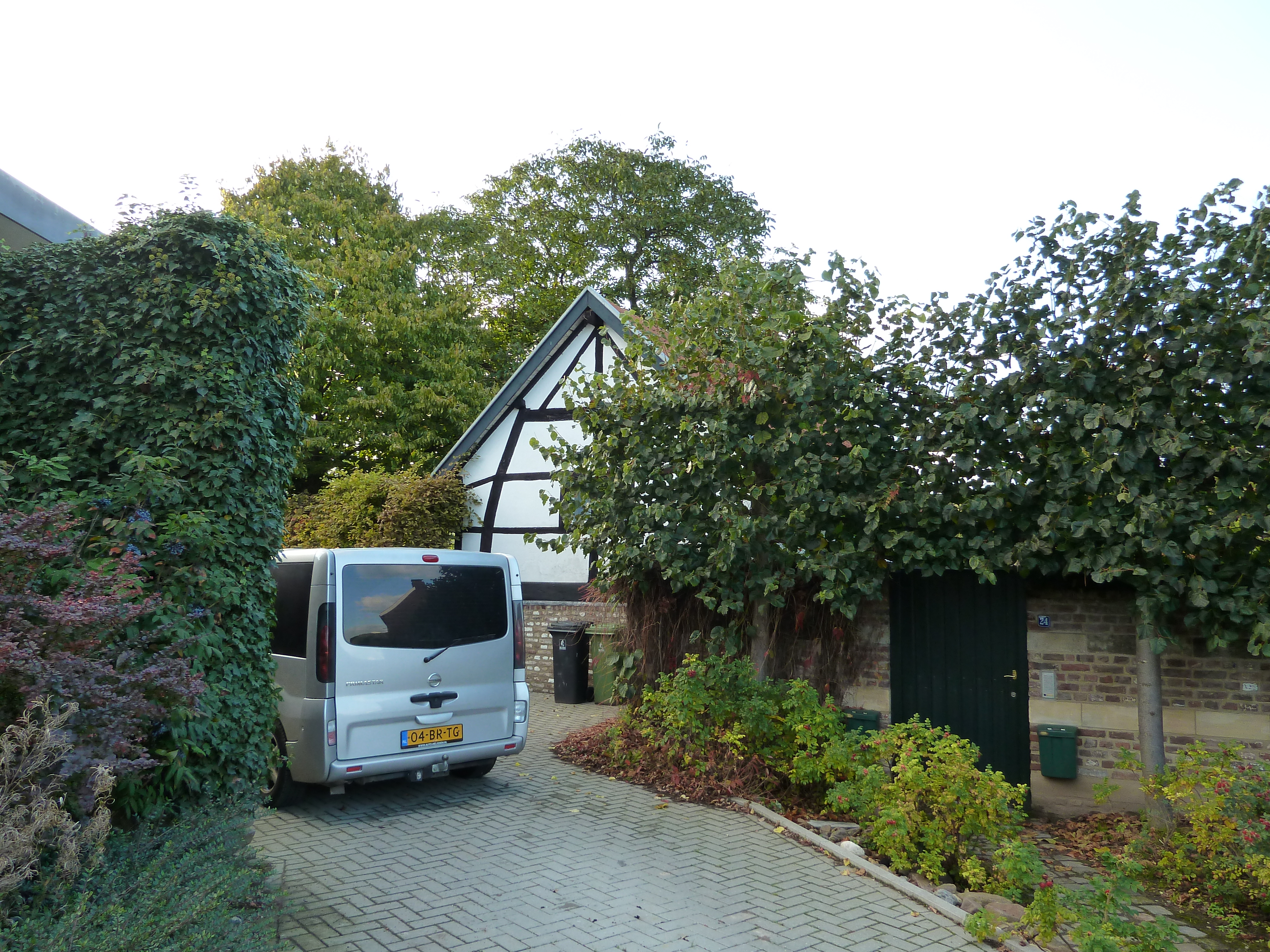
Vakwerk (rijksmonument)

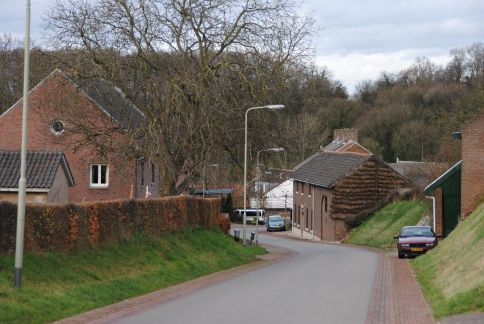
Buurtschap Moerslag gefotografeerd naar het noorden

Moerslag (Limburgs: Moersjel) is een buurtschap bij Sint Geertruid op ongeveer 110 m hoogte. Moerslag bestaat uit 20 woningen met in totaal 55 bewoners. (Stand 1-1-2010) Het is een onderdeel van de gemeente Eijsden-Margraten. Tot 31 december 2010 maakte de buurtschap deel uit van de gemeente Margraten.

## Etymologie
De naam Moerslag betekent weg (slag) door moerassige grond.

## Geschiedenis
Moerslag dateert uit het midden van de 14e eeuw. De buurtschap ligt op een steile helling, niet ver van het Eijsderbos. Over de geschiedenis van de plaats is weinig bekend, maar in de 19e eeuw zijn er twee grote branden geweest, waardoor vrijwel alle oude boerderijen verdwenen zijn. Een deel der huizen behoorde bij Mesch maar is bij de grenscorrectie van 1982 bij de gemeente Margraten terechtgekomen, hoewel ze nog steeds tot de parochie van Mesch behoren. Sinds 2011 is de buurtschap onderdeel van de gemeente Eijsden-Margraten waar Mesch ook onder valt.

## Bezienswaardigheden
- De Mariakapel uit 1959, gerestaureerd in de jaren 90 van de 20e eeuw, met een Mariabeeld van de Maastrichtse kunstenaar Frans Gast.
- Er is nog een kleine vakwerkboerderij uit de 18e eeuw.

Moerslag is een beschermd dorpsgezicht.
Een van de gebouwen in Moerslag is een rijksmonument.

## Natuur en landschap
- Moerslag ligt in het droogdal Herkenradergrub.
- Ten noorden van Moerslag ligt het Eijsderbos, wat een hellingbos is dat naar het westen toe overgaat in het Savelsbos. Hierin bevindt zich het:
- Groeve Moerslag, een geologisch monument die vroeger als mergelgroeve werd ontgonnen, waarbij de mergel voor kalkbemesting van het bouwland werd gebruikt. In de kalksteen bevinden zich ook vuursteenknollen.

## Nabijgelegen kernen
- Sint Geertruid, Libeek, 's-Gravenvoeren, Mesch, Mariadorp en Eijsden.

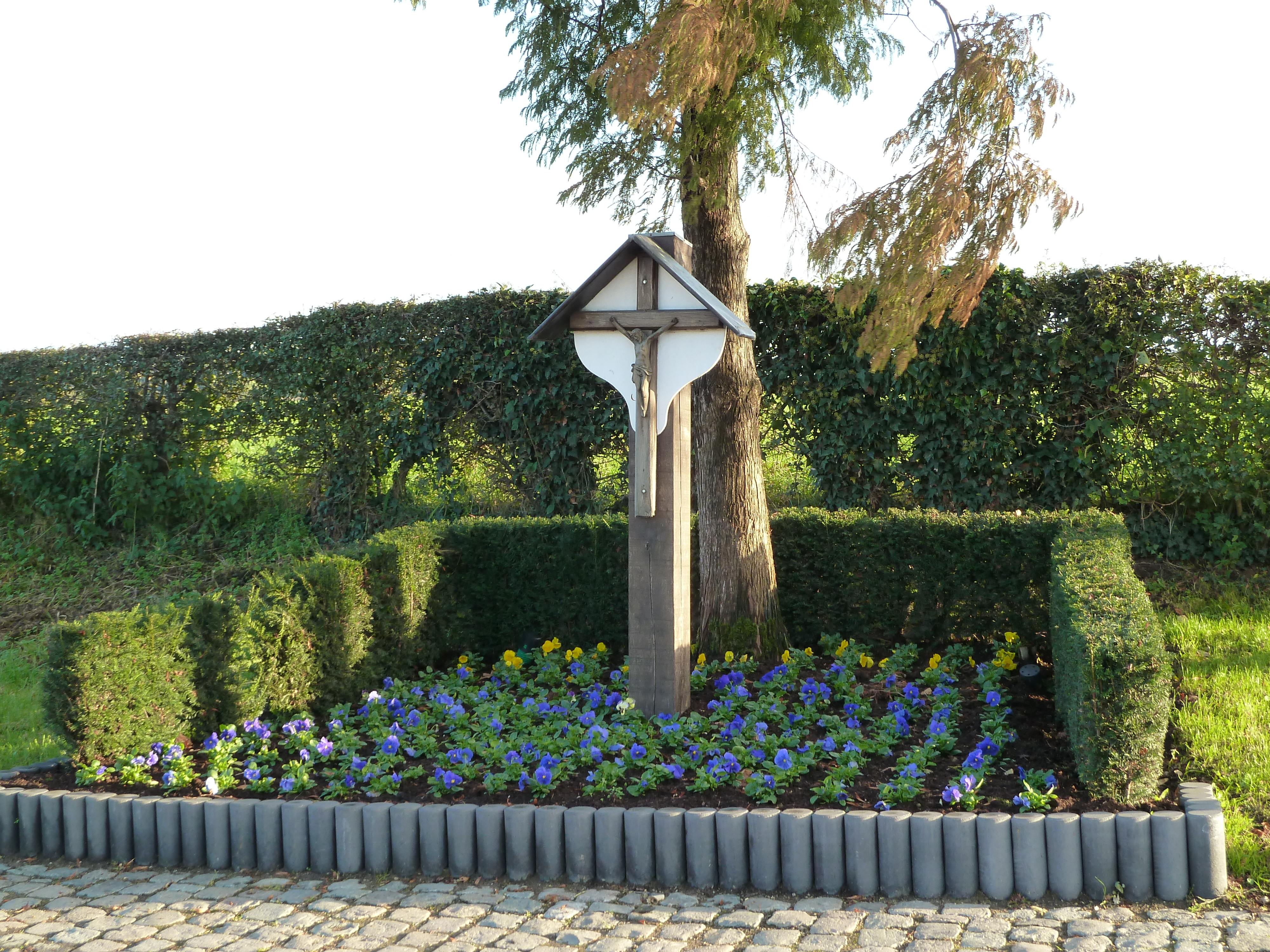
Wegkruis Libeek-Moerslag aan de ene kant (zuiden)
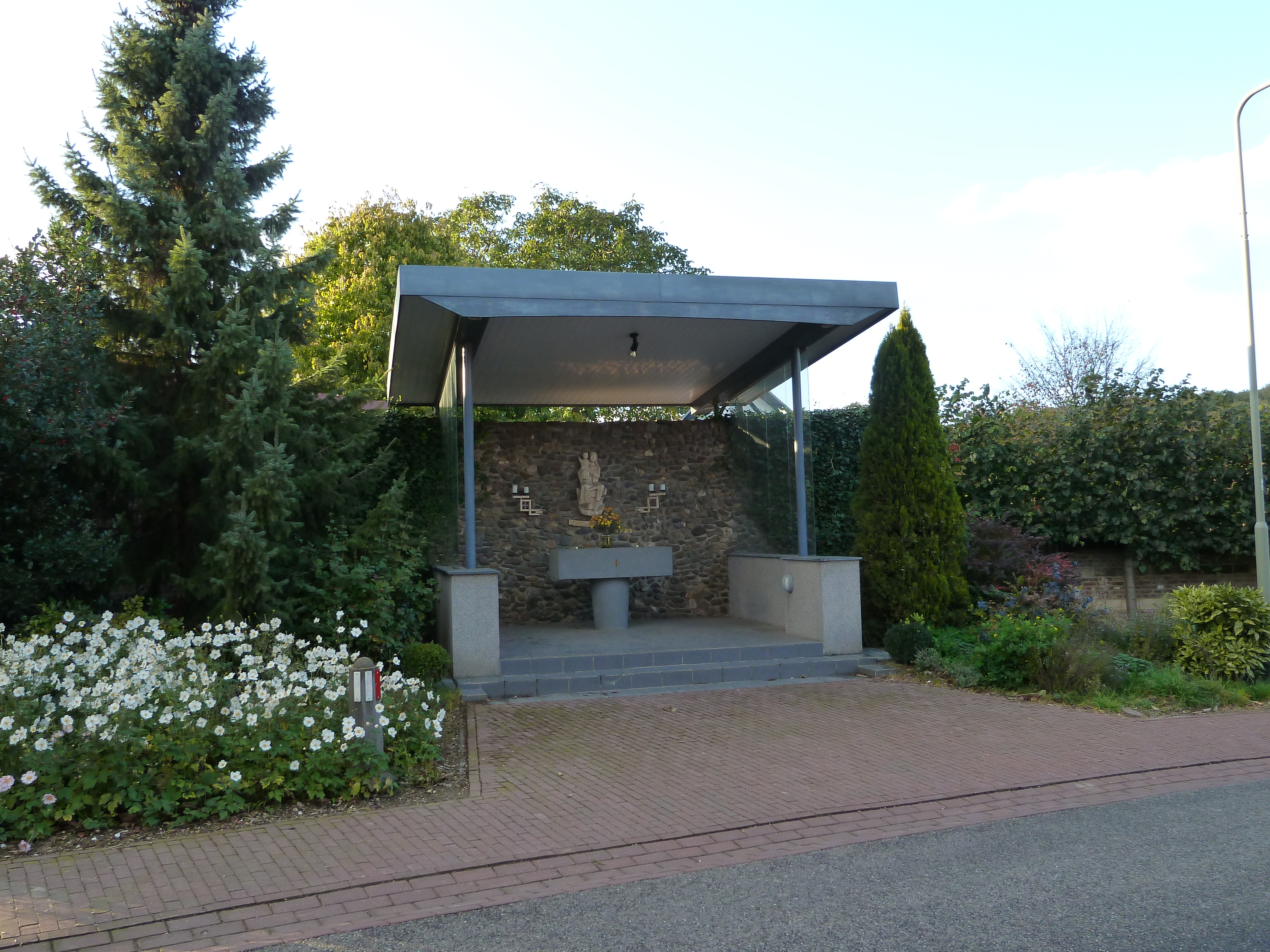
Kapel in het midden
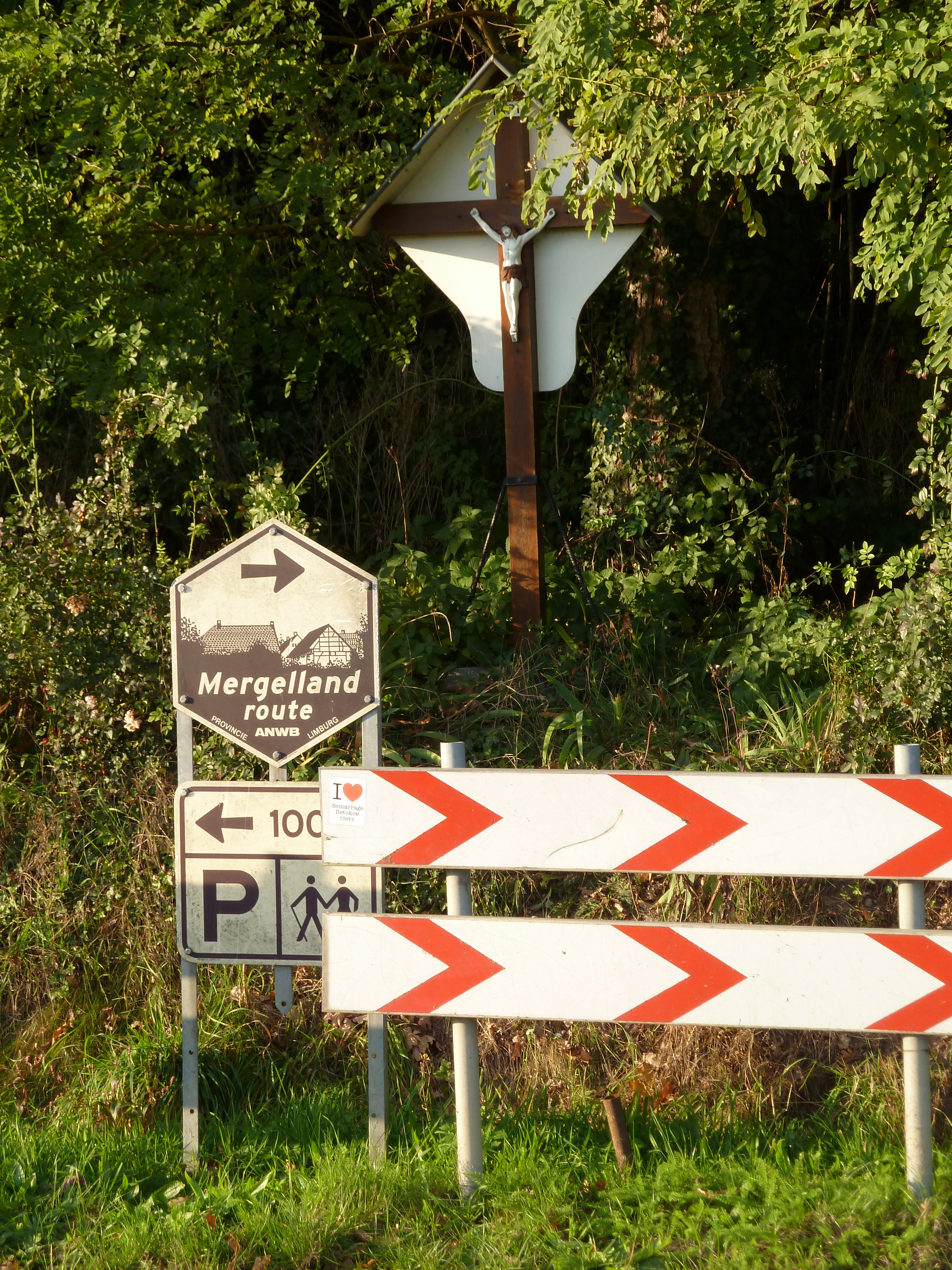
Wegkruis aan de andere kant (noorden)
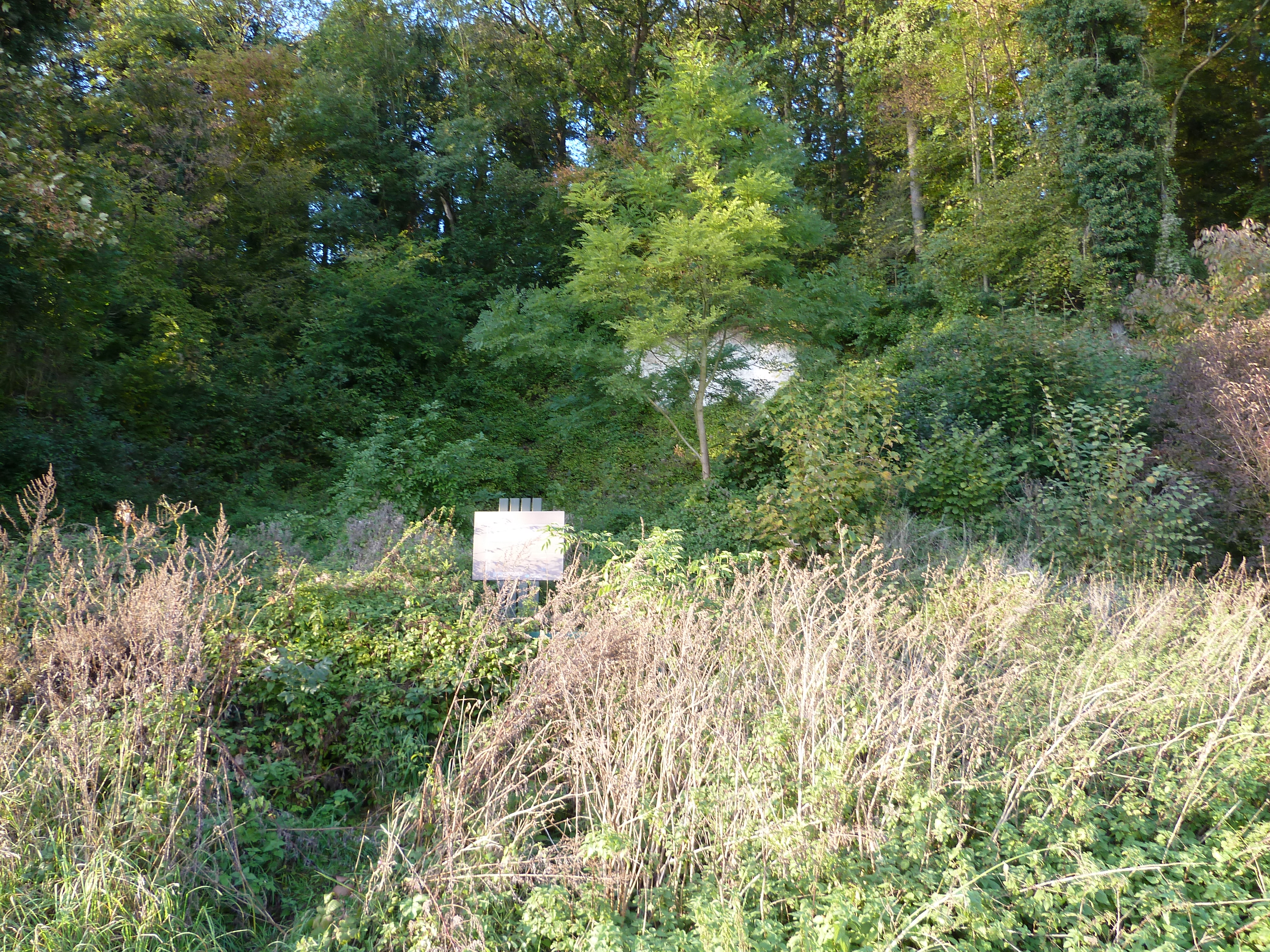
Geologisch monument Moerslag

Dorpen: Banholt · Bemelen · Cadier en Keer · Eckelrade · Eijsden · Gronsveld · Margraten · Mariadorp · Mesch · Mheer · Noorbeek · Oost-Maarland · Rijckholt · Scheulder · Sint Geertruid

Gehuchten & Buurtschappen: Berg · Bergenhuizen · Breust · Bruisterbosch · Gasthuis · Groot Welsden · Herkenrade · Honthem · Hoogcruts · Hoog-Caestert · Klein Welsden · Laag-Caestert · Libeek · Moerslag · 't Rooth · Schey · Schilberg · Sint Antoniusbank · Terhorst · Terlinden · Termaar · Ulvend · Vroelen · Wesch · Withuis · Wolfshuis

Limburg: Steden en dorpen      Nederland: Provincies · Gemeenten